# Kleppjárnsreykir
Kleppjárnsreykir is een gehucht in het westen van IJsland in de regio Vesturland. Kleppjárnsreykir heeft 52 inwoners en behoort samen met Borgarnes, Bifröst, Hvanneyri en Reykholt tot de gemeente Borgarbyggð. Bij Kleppjárnsreykir vindt glastuinbouw plaats waarbij de kassen door warmwaterbronnen worden verwarmd. Één daarvan levert 70 liter water per minuut, en is daarbij een van de grootste bronnen van Borgarfjörður en omgeving. Die van Deildartunguhver is met zijn 180 liter per minuut de grootste van IJsland en tevens de grootste warmwaterbron van Europa.
De naam Kleppjárn is een persoonsnaam die reeds in het Landnámabók voorkomt. In de Heiðarvíga saga komt een man voor die Kleppjárn heet en bij Reykir woonde. Het woord Reykur (meervoud: reykir) betekent rook, hetgeen naar de stoompluimen die her en der uit de grond komen verwijst. De omgeving rond Kleppjárnsreykir en Reykholt is een van IJslands meest geothermische actieve gebieden.